# Rjazanovka
Rjazanovka (Russisch: Рязановка) is een plaats (posjolok bij station) aan de spoorlijn van Oessoeriejsk naar Chasan in de gorodskoje poselenieje van Slavjanka van het district Chasanski in het uiterste zuidwesten van de Russische kraj Primorje. De plaats werd gesticht in 1940 en telt 73 inwoners (1 januari 2005), waarmee het tot de kleinere nederzettingen van het district behoort.

## Geografie
De nederzetting ligt iets ten westen van de gelijknamige rivier de Rjazanovka, op 4 kilometer van haar instroom in de Bojsmanbocht van de Baai van Peter de Grote. De plaats ligt over de weg op 4 kilometer verwijderd van de rijksweg Razdolnoje - Chasan (A189), op 22 kilometer van het districtcentrum Slavjanka en ongeveer 186 kilometer van Vladivostok.
Bestuurlijk centrum: Slavjanka

Andrejevka · Bamboerovo · Barabasj · Barsovy · Baza Kroeglaja · Bezverchovo · Chasan · Filippovka · Gvozdevo · Kamysjovoje · Kedrovaja · Kraskino · Kravtsovka · Lebedinoje · Majak Bjoesse · Majak Gamova · Narva · Ovtsjinnikovo · Perevoznoje · Pojma · Posjet · Pozjarski · Primorski · Provalovo · Risovaja Pad · Rjazanovka · Romasjka · Sjachtjorskoje · Soechaja Retsjka · Soechanovka · Tsoekanovo · Vitjaz · Zajsanovka · Zanadvorovka · Zaroebino